# ジョーカー (トランプ)

トランプのジョーカーの一例

ジョーカー（Joker）は、トランプの中に含まれる特別なカードである。「ババ」とも呼ばれる。

## 概要
ジョーカーのデザインはトランプのメーカーによって異なるが、しばしばジェスターがデザインされている。また、英字の説明書が1枚つく場合もあり、これをジョーカーと同じ扱いとする場合もある。
通常のデッキには1〜2枚のジョーカーがある。ジョーカーが2枚含まれる場合、1枚のジョーカーはフルカラーで印刷され、もう1枚のジョーカーはエキストラ・ジョーカー（準札）として、白黒等の色を抑えたカラーリングとなることが多い。また、ジョーカーの間にもランクがあるゲームでは、色つきのジョーカーが白黒のジョーカーよりも上位に位置する。
他に、1枚が赤いジョーカー、もう1枚が黒いジョーカーになっている場合もあり、赤いジョーカーがハートまたはダイヤ、黒いジョーカーがスペードまたはクラブの代用になる。
トランプゲームにおけるジョーカーの役割は非常に多様である。多くのゲームではジョーカーをまったく使用しないが、その他のゲームではジョーカーはそのゲームの中で最も重要なカードとなる。しばしばジョーカーはワイルドカードとなり、既存のカードが存在する範囲でそのカードを再現することを許可する。「ザ・ジョーカーズ・ワイルド」（The Joker's wild）という用語はこれが起源である。
ジョーカーは有益なカードであるが、時として有害なカードにもなる。ユーカーでは最高位の切り札としてしばしば用いられる。ポーカーではワイルドカードである。しかし、こどもたちのゲームであるババ抜きでは、孤独なメイド（オールドミス）を再現するジョーカーは避けられるカードである。
ジョーカーは時々Uの上にSが置かれた記号で表されることがあるが、誤ってドル記号が起源であると思われている。これは米国の大手カードメーカーであるU.Sプレイング・カード社が自社のカードのジョーカーにUとSを組み合わせた意匠を用いているものである。

## 歴史

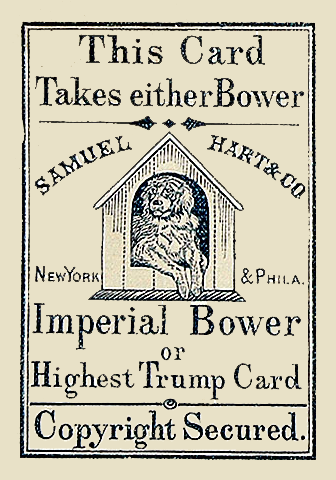
最古のジョーカー（1863年）。「Imperial Bower」と記されている

もともとジョーカーは、19世紀後半のアメリカでユーカーが流行したとき、その最高位の切り札として追加された。ユーカーでは切り札のジャックが「right bower」・切り札と同じ色のジャックが「left bower」と呼ばれて、もっとも強い切り札であったが、ジョーカーは当初「best bower」という名前で、3枚めの切り札のジャックとして追加されたものである。このカードが後にジョーカーと呼ばれ、現在と同様の道化師の姿を持つようになった。
ベスト・バウアーからジョーカーに変わった理由はよくわかっていない。ゲーム名の「ユーカー」から「ジョーカー」が生じたという説もあるが、根拠に乏しい。
ジョーカーはしばしばタロットの大アルカナに含まれる愚者と比較される。愚者とジョーカーにはその外観やプレイの機能において多くの類似点をもつ。愚者もしばしば最高位の切り札として用いられる。愚者がジョーカーの原型だとする説もあるが、現在では否定されている。
日本の伝統的なかるたや花札の地方札にも「鬼札・幽霊札」などと呼ばれる特殊なカードを含むものがある。

## トランプゲームでの使用例

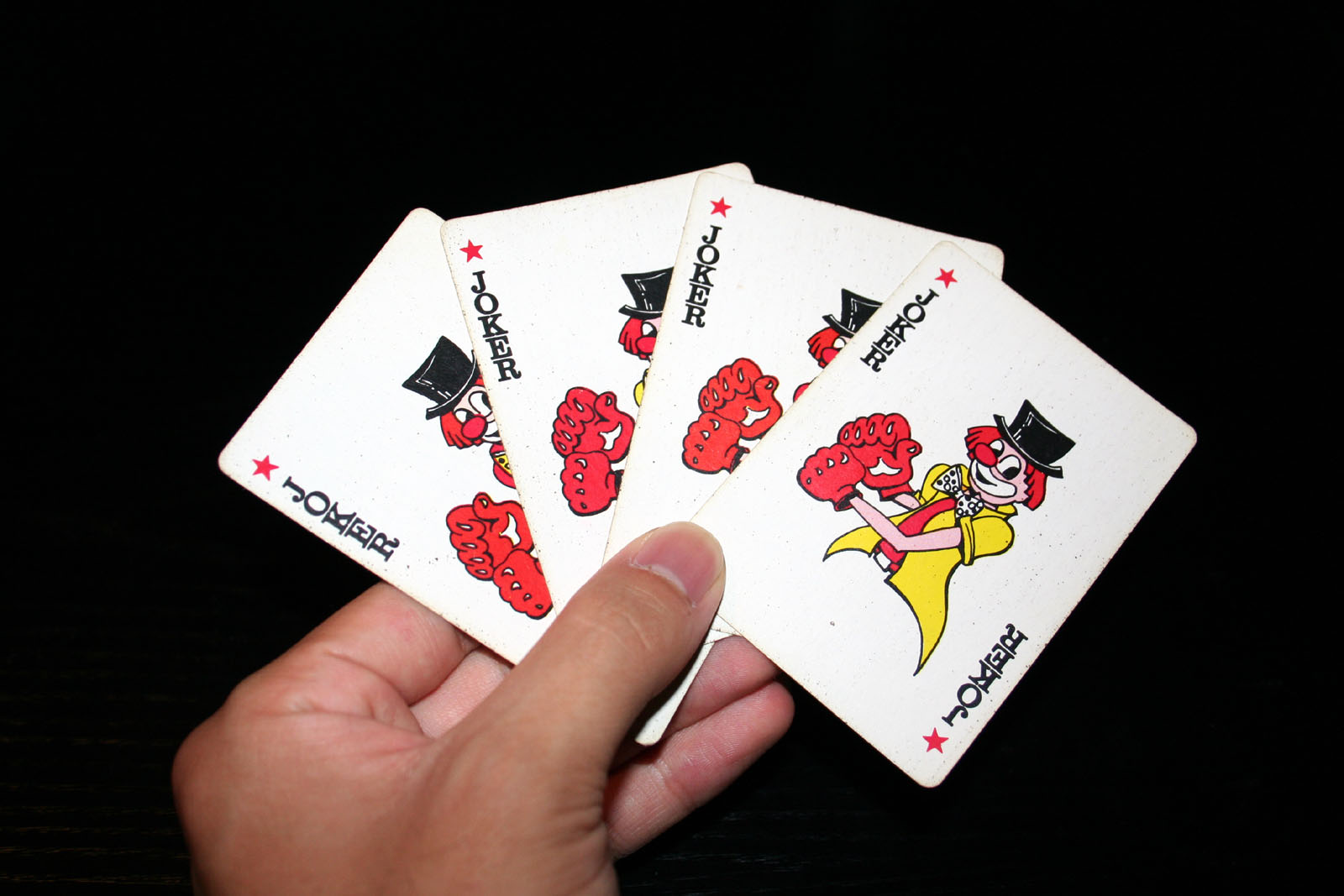
4枚のジョーカー

- ユーカーやファイブハンドレッド、スペードでは最高位の切り札であり、ベニー（benny）またはトップバウアー（top bower）と呼ばれる。歴史の項を参照。
- カナスタではジョーカーと各スートの2がワイルドカードである。
- チェイス・ザ・エース（Chase the Ace）の変則ルール「チェイス・ザ・ジョーカー」では、Aの代わりにジョーカーが用いられる。
- 闘地主・争上游・升級など、中国の多くのゲームでは色付きのジョーカーと白黒のジョーカーを区別し、色付きのジョーカーのほうが強い。なおジョーカーは「王」と呼び（キングのことではない）、色付きのジョーカーは「大王」、白黒のジョーカーは「小王」という。地方によっては「大怪・小怪」、「大鬼・細鬼」などとも呼ぶ。
- 戦争では、ジョーカーはすべてのカードに勝つ。
- ババ抜きでは、逆に最後までジョーカーを持っている人が負けとなる。
- 大富豪では、任意のカードの代わりにワイルドカードとして使うこと、および通常は最も強い2よりもさらに強いカードとして使うことができる。

## トランプ以外での使用例

ジョーカー牌

- アメリカ合衆国などで行われる麻雀では、麻雀牌の中にジョーカーと呼ばれる牌を混ぜてプレイすることがある（麻雀牌#ジョーカーを参照）。